# Dương Quỳnh Hoa

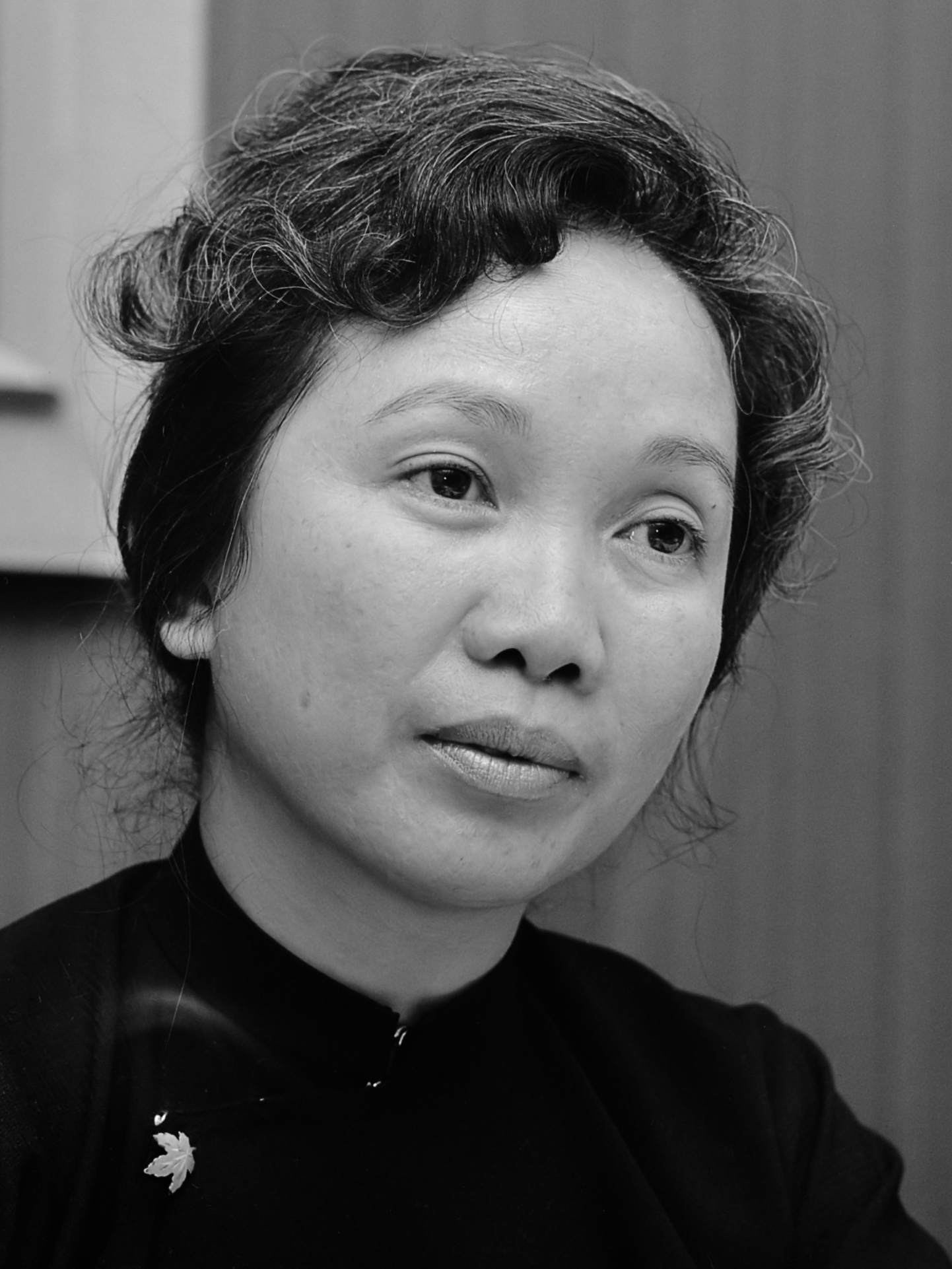
Dương Quỳnh Hoa (1974)

Dương Quỳnh Hoa (6 tháng 3 năm 1930 – 25 tháng 2 năm 2006 ) là người tham gia sáng lập và giữ chức Bộ trưởng Bộ Y tế của Chính phủ Cách mạng Lâm thời Cộng hòa Miền Nam Việt Nam, và là một trong các nguyên đơn trong Vụ kiện chất độc da cam đệ đơn lên tòa án Hoa Kỳ.
Năm 1979, bà Dương Quỳnh Hoa xin ra khỏi Đảng.

## Tuổi trẻ
Dương Quỳnh Hoa sinh ngày 6 tháng 3 năm 1930 tại Sài Gòn, trong một gia đình tầng lớp thượng lưu. Cha là giáo sư Dương Minh Thới, được đánh giá là một "trí thức yêu nước" (từng là cơ sở cách mạng nội thành) và anh là luật sư Dương Trung Tính (mất năm 1966). Bà theo học trung học tại trường Chasseloup (bạn học của Trương Như Tảng, Phạm Ngọc Thảo). Sau đó bà học y khoa tại Sài Gòn, sang Pháp năm 1948, đỗ bác sĩ năm 1953, tốt nghiệp chuyên ngành nhi khoa và sản khoa và trở về nước vào năm 1957.

## Hoạt động
Trong thời gian ở Pháp bà đã gia nhập Đảng Cộng sản Pháp, tham gia viết sách, viết báo, làm phim, nội dung vận động binh sĩ và nhân dân Pháp chống chiến tranh xâm lược Việt Nam. Bà được kết nạp vào Đảng Lao động Việt Nam năm 1959 (trước đó bà được sinh hoạt Đảng với tư cách đảng viên do Đảng Cộng sản Pháp giới thiệu về). Năm 1960, Dương Quỳnh Hoa tham gia sáng lập Mặt trận dân tộc giải phóng miền Nam Việt Nam dưới bí danh Thùy Dương, sau đó hoạt động trong nội thành. Sau sự kiện Tết Mậu Thân bà chạy vô "bưng" qua ngõ Ba Thu, Mõ Vẹt. Trong bưng, Bà gặp và kết hôn với giáo sư Huỳnh Văn Nghị. Trong thời gian ở bưng con trai bà Huỳnh Trung Sơn bị bệnh viêm màng não mà không có thuốc để chữa trị (có tài liệu cho biết bị nhiễm chất độc da cam) và mất vào lúc 8 tháng tuổi. Đây là một trong những sự kiện được cho là đau buồn nhất của đời bà 
Năm 1969, Dương Quỳnh Hoa tham gia sáng lập và giữ chức Bộ trưởng Bộ Y tế của Chính phủ Cách mạng Lâm thời Cộng hòa Miền Nam Việt Nam.
Sau sự kiện 30 tháng 4 năm 1975, Dương Quỳnh Hoa tiếp tục giữ chức bộ trưởng trong Chính phủ Cách mạng Lâm thời Cộng hòa Miền Nam Việt Nam cho đến khi chính phủ này chấm dứt hoạt động vào tháng 7 năm 1976. Bà được bầu là Ủy viên Ban Chấp hành Trung ương Hội Liên hiệp phụ nữ Việt Nam, đại biểu Quốc hội khóa VI, Ủy viên Trung ương Mặt trận Tổ quốc Việt Nam, Thứ trưởng Bộ Y tế phụ trách phía Nam.
Bà thôi chức Thứ trưởng Bộ Y tế Chính phủ Thống nhất năm 1979 và trình bày nguyện vọng xin ra khỏi đảng  với thủ tướng Phạm Văn Đồng do bất đồng chính sách cải tạo hợp tác hóa nông thôn ở Miền Nam Việt Nam. Sau khi rời nhiệm vụ trong chính phủ, bà vận động giới trí thức và y khoa Pháp, giúp đỡ thành lập Trung tâm Nhi khoa chuyên khám và chữa trị trẻ em miễn phí.